# Krzysztof Cyrek
Krzysztof Jan Cyrek – polski archeolog, profesor nauk humanistycznych.

## Życiorys
Jest absolwentem Uniwersytetu Łódzkiego, w 1980 obronił pracę doktorską, w 1998 habilitował się na podstawie pracy zatytułowanej Osadnictwo schyłkowopaleolityczne w Zakolu Załęczańskim doliny Warty. W 2016 uzyskał tytuł profesora nauk humanistycznych.
Był zatrudniony na Uniwersytecie Mikołaja Kopernika w Toruniu i w Muzeum Archeologicznym i Etnograficznym w Łodzi, a także członkiem Komitetu Nauk Pra- i Protohistorycznych PAN.

## Odznaczenia i wyróżnienia
- Srebrna Odznaka „Za opiekę nad zabytkami”[3]
- Złota Odznaka „Za opiekę nad zabytkami”[3]